# Chamoi
Chamoi ist eine Ortschaft im westafrikanischen Staat Gambia.
Nach einer Berechnung für das Jahr 2013 leben dort etwa 746 Einwohner. Das Ergebnis der letzten veröffentlichten Volkszählung von 1993 betrug 583.

## Geographie
Chamoi, in der Upper River Region, Distrikt Fulladu East, liegt rund 700 Meter nördlich der South Bank Road und 5,3 Kilometer östlich von Basse Santa Su. Der Ort ist Namensgeber der Straßenbrücke Chamoi Bridge.

## Kultur und Sehenswürdigkeiten
Bei Kanube wurden pre-historische Keramikfunde gemacht.